# Lopera
Lopera es una localidad y municipio español situado en la parte suroccidental de la comarca de la Campiña Jienense, en la provincia de Jaén, comunidad autónoma de Andalucía. Limita con los municipios jienenses de Porcuna, Arjona y Marmolejo; y con los cordobeses de Montoro, Villa del Río, Bujalance y Cañete de las Torres. Tiene una población de 3539 habitantes (INE 2024).

## Historia
Lopera es villa calatrava de un importante casco antiguo en cuya plaza Mayor emerge un conjunto histórico-artístico apoyado en tres pilares: el castillo y la tercia, la iglesia parroquial y el ayuntamiento.
El castillo-fortaleza perteneció a la Orden de Calatrava, está datado en el siglo XIII, y se encuentra en buen estado de conservación. Posee cinco torreones (dos cuadrados y tres cilíndricos) y se extiende a lo largo de 267 m de perímetro y 7109 m cuadrados de superficie entre sus murallas. El castillo de Lopera posee dos fortificaciones: el recinto amurallado y la casa fuerte albergada en su interior. Destacan como notas características la presencia de dos torres de homenaje, la de Santa María (en cuyo interior se pueden ver restos de una capilla gótica) y la de San Miguel (que guardaba restos de un palomar de tipo medieval, realizado por los antiguos dueños).
El castillo se encuentra comunicado a través de un pasadizo subterráneo con otro edificio emblemático, la Casa de la Tercia o Pósito, edificio construido, probablemente, en el siglo XV y está prácticamente adosado a la iglesia parroquial de la Purísima Concepción, una perla gótica del siglo XVI. Frente a la iglesia, la fachada barroca del ayuntamiento, y en pocos metros alrededor, el Hospital de San Juan de Dios y numerosas casas nobiliarias que guardan su estructura original de los siglos XVII y XVIII.
La Villa de Lopera atesora una amplia historia que arranca desde los primeros asentamientos en su término municipal, ya desde la Edad de Bronce, pasando por los íberos en el Cerro de San Cristóbal. Su función debe entenderse en el marco de los conflictos que en el siglo VI antes de Cristo convirtieron Lopera en un área fronteriza entre Tartesos y mentesanos. De época romana se han catalogado hasta 34 yacimientos. Del medievo destaca el yacimiento de la estación romana-visigótica de Los Morrones y la joya más preciada de Lopera, el castillo de la orden militar de Calatrava. En 1553, Felipe II le concedió el privilegio de Lopera y en 1595 la licencia de juzgado de Primera Instancia. Desde 1573 se conservan en el Archivo Histórico Municipal las actas del cabildo y una amplia documentación de los últimos cinco siglos. Destaca el documento más antiguo: una carta del maestre de la Orden de Calatrava que data del año 1469.
Durante la Guerra Civil de 1936-39, Lopera cayó inicialmente en la zona dominada por el gobierno de la Segunda República. Sin embargo, fue tomada por los "nacionales", el 4 de enero de 1937. El avance de los sublevados por la provincia de Córdoba hasta el límite provincial en diciembre de 1936 (toma de Villa del Río), convirtió esta zona en línea del frente de batalla. Situación que se mantendría así gran parte de la guerra.
En un intento frentepopulista de recuperarla, Lopera sería escenario de una de las batallas más significativa en el llamado Frente Sur durante la Guerra civil española. En ella murieron conspicuos personajes de la vida intelectual comunista del momento, como John Cornford y Ralph Fox.

## Geografía
Es parte de la comarca de la Campiña de Jaén, situándose a 53 kilómetros de la capital provincial. El término municipal está atravesado por la autovía A-4 (Autovía del Sur) entre los pk 343 y 347.
En el ámbito geográfico, Lopera se caracteriza por unos elementos representativos que son su orografía suave, de onduladas colinas, típica de campiña olivarera, y, por la otra, el aprovechamiento agrícola, con hegemonía del olivar, quedando tan sólo algunos pequeños reductos viñedos de uva blanca y cereal, antes muy abundantes; también existen algunos cultivos de regadío (algodón, girasol, remolacha, maíz) en las zonas bajas (vegas del arroyo Salado). El río Guadalquivir atraviesa el término municipal por su parte norte, mientras que el arroyo Salado, afluente de éste, serpentea de sur a norte con escaso caudal. La altitud oscila entre los 352 m (cerro Morrón) y los 155 m (ribera del Guadalquivir).
Limita con los términos municipales de Villa del Río (Córdoba), Montoro (Córdoba), Marmolejo, Bujalance (Córdoba), Arjona, Cañete de las Torres (Córdoba) y Porcuna.

### Clima
La temporada calurosa dura 2,9 meses, del 15 de junio al 11 de septiembre, y la temperatura máxima promedio diaria es más de 32 °C. El mes más cálido del año en Lopera es julio, con una temperatura máxima promedio de 36 °C y mínima de 19 °C. La temporada fresca dura 3,7 meses, del 15 de noviembre al 4 de marzo, y la temperatura máxima promedio diaria es menos de 18 °C. El mes más frío del año en Lopera es enero, con una temperatura mínima promedio de 3 °C y máxima de 14 °C.
La temporada de lluvia dura 9,1 meses, del 6 de septiembre al 9 de junio, con un intervalo móvil de 31 días de lluvia de por lo menos 13 milímetros. El mes con más lluvia en Lopera es noviembre, con un promedio de 56 milímetros de lluvia. El periodo del año sin lluvia dura 2,9 meses, del 9 de junio al 6 de septiembre. El mes con menos lluvia en Lopera es julio, con un promedio de 3 milímetros de lluvia.
El nivel de humedad percibido en Lopera, permanece durante la mayor parte del año entre seco y cómodo y solo raramente es bochornoso, opresivo o insoportable.

## Demografía
Cuenta con una población de 3539 habitantes (INE 2024).
| Gráfica de evolución demográfica de Lopera entre 1842 y 2021                                                          |
| |
| Población de derecho según los censos de población del INE. Población de hecho según los censos de población del INE. |

## Patrimonio

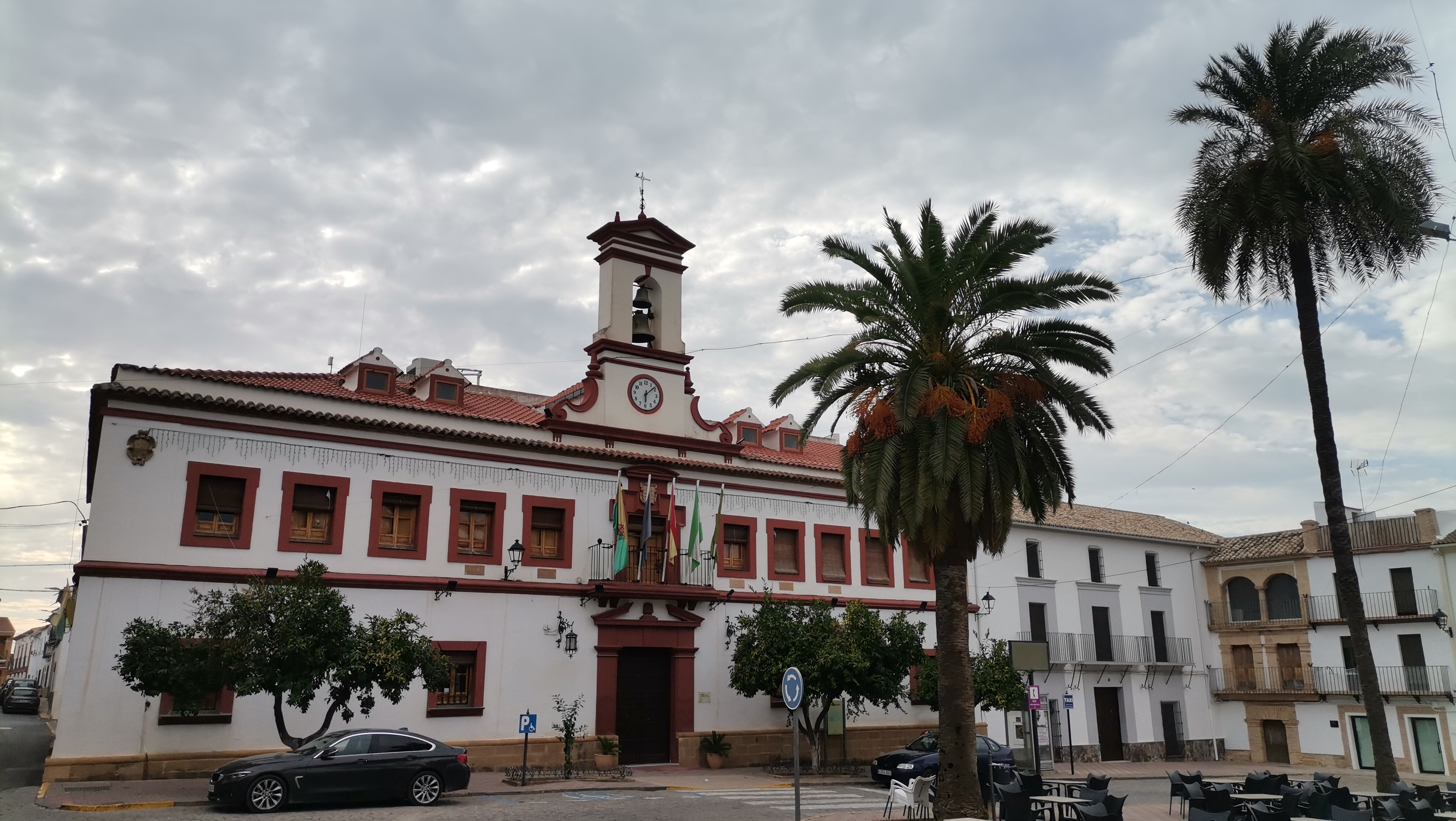
Plaza de la Constitución

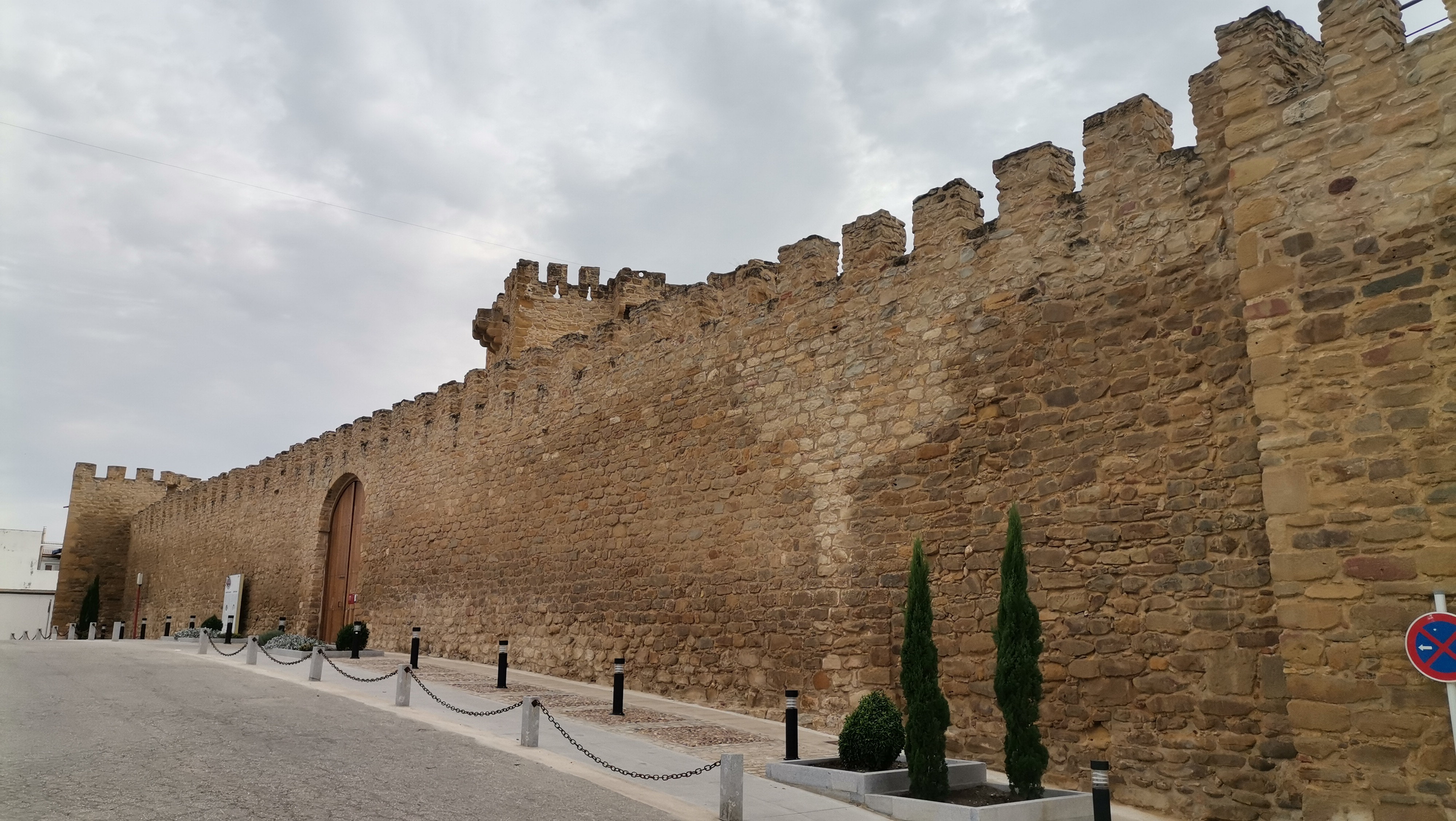
Lienzo este del castillo de Lopera

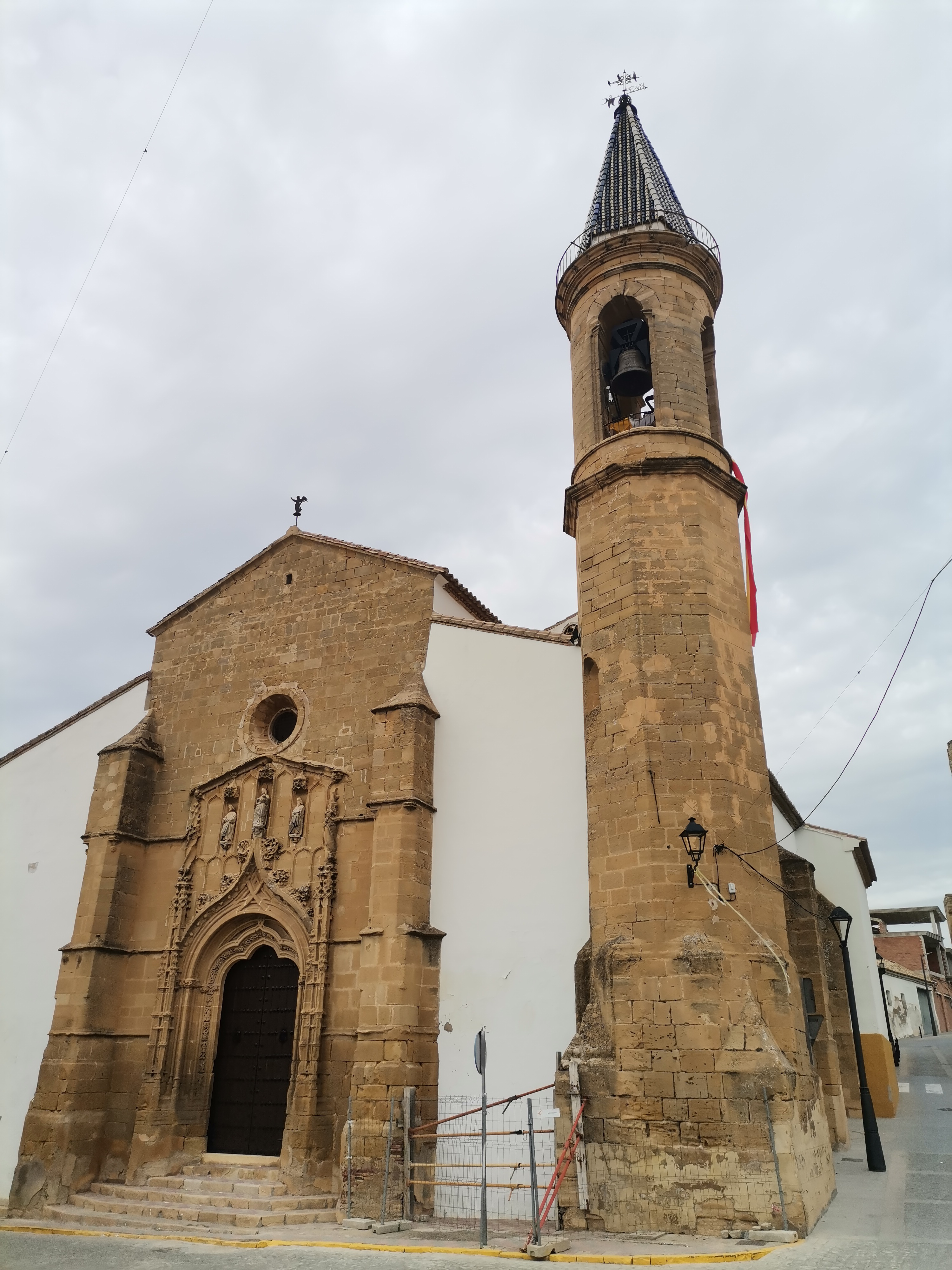
Lopera: Iglesia de la Inmaculada Concepción

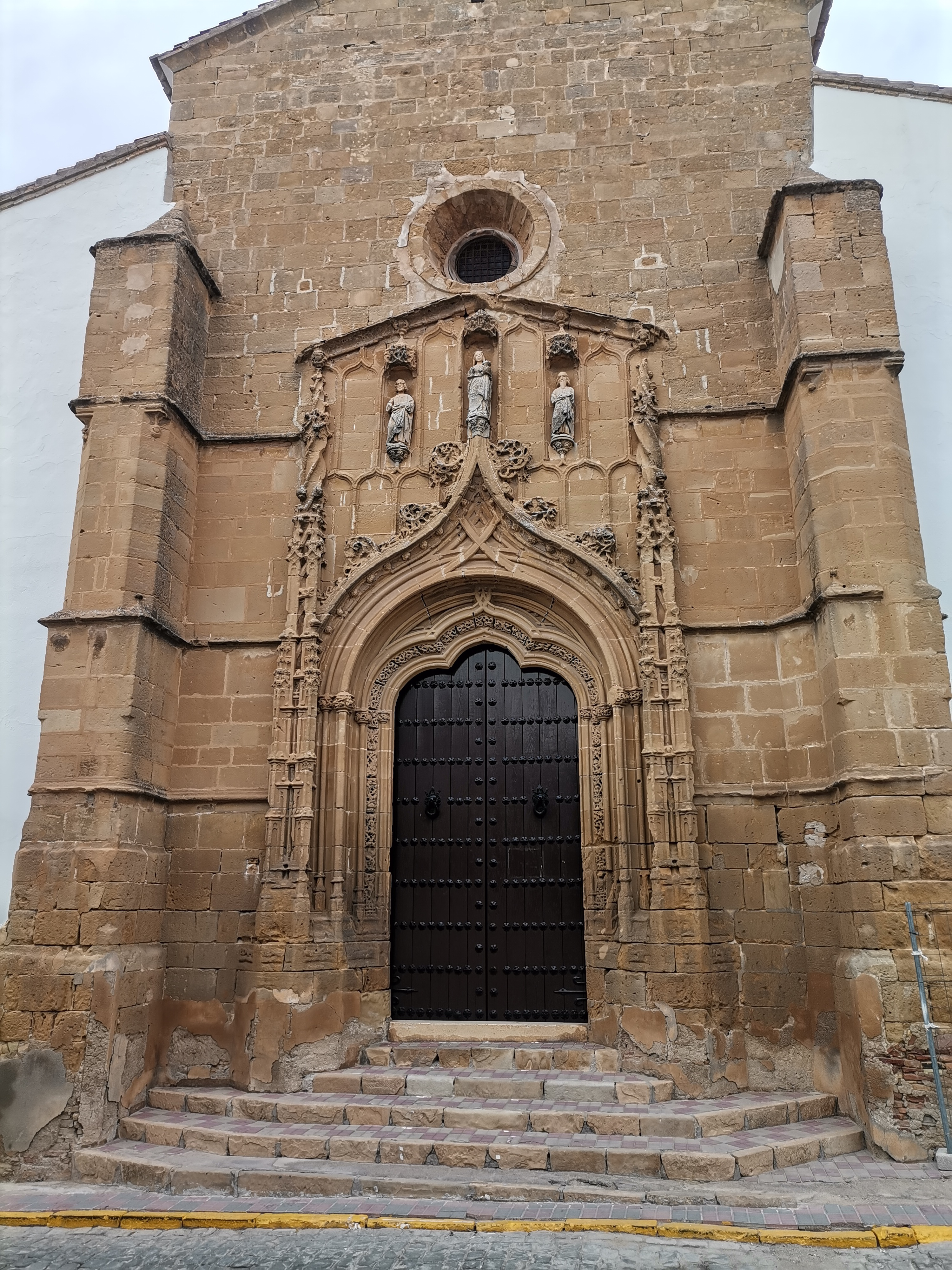
Puerta gótica de la Iglesia de Lopera

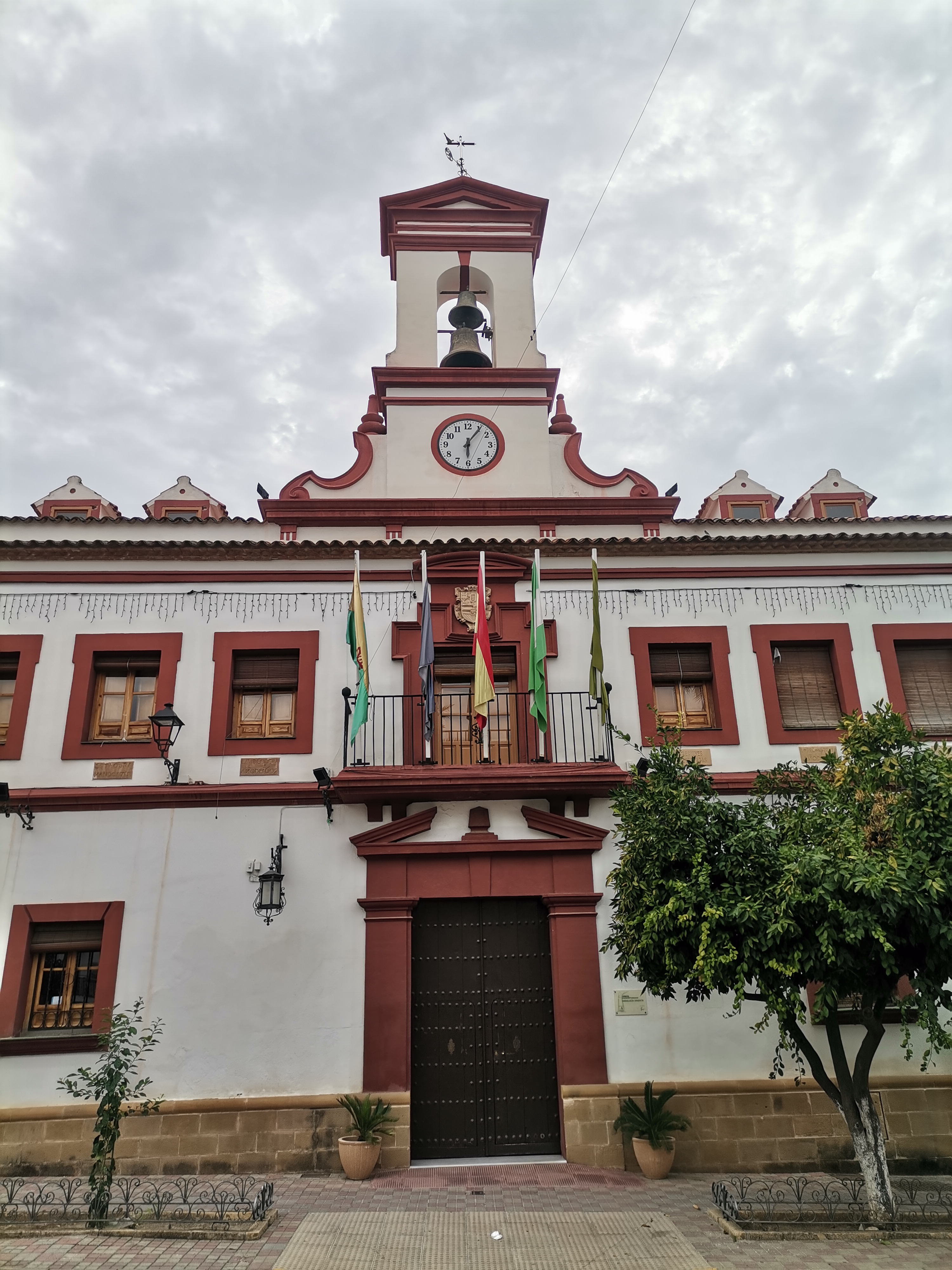
Ayuntamiento de Lopera

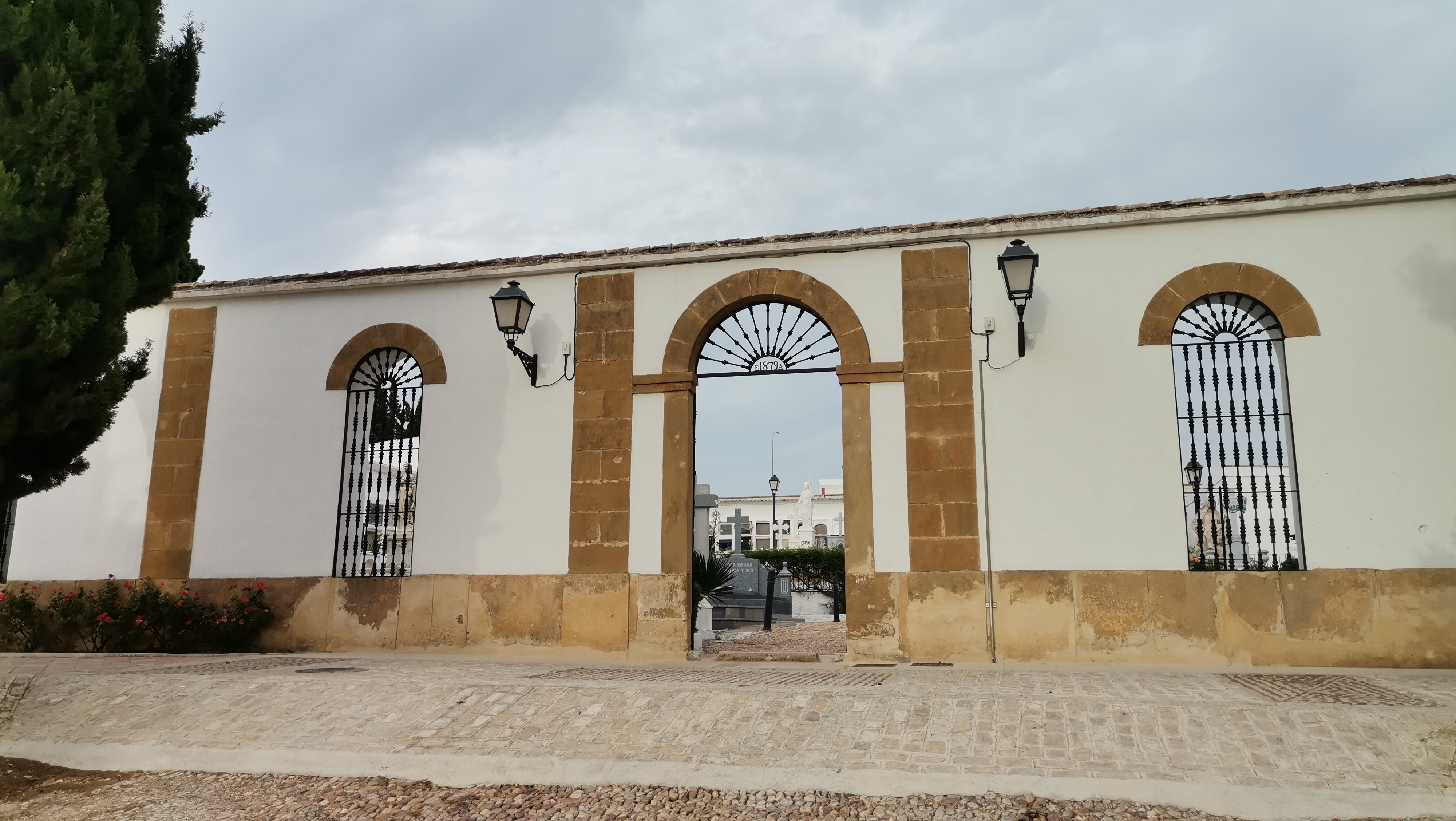
Cementerio de Lopera (1879)

- Hospital de San Juan de Dios y casas nobiliarias: El Hospital de Jesús Nazareno y San Juan de Dios es un edificio del siglo XVII de dos plantas. Conserva un hermoso patio con doble arcada de columnas toscanas, los arcos son de medio punto en la parte baja y rebajados en la planta alta del edificio. En pocos metros alrededor se pueden ver numerosas Casas Nobiliarias que guardan su estructura original de los siglos XVII y XVIII: calle Real, Plaza y calle Bernabé cobo, Plaza de la Constitución, calle Corpus, Calle Pablo Iglesias, Calle San Roque, calle García de Leaniz, etc. Mención especial merece la Casa-Palacio de Bartolomé Valenzuela, convertida hoy en una residencia de ancianos.
- Iglesia de la Purísima Concepción: Es un edificio del siglo XVI del último gótico. Destaca la portada de la iglesia, hecha en estilo gótico flamígero o isabelino, formada por dos grandes contrafuertes y un arco trilobulado rematado por las imágenes de S. Juan, la Virgen y San Pedro. En el interior de la iglesia destacan las bóvedas ojivales o nervadas, cuyos nervios se disponen en forma de estrella en las naves laterales y de rombo en la central. Su retablo central está hecho en madera policromada de estilo barroco (siglo XVIII). Junto al retablo encontramos el sepulcro de la Purísima, obra renacentista de Juan de Reolid, que data del año 1547. La iglesia contiene un Museo Parroquial en el que podemos encontrar libros corales, pinturas, ornamentos, vasos sagrados etc.
- La Ermita de Jesús.[4]
- El Ayuntamiento, gran edificio en la plaza de la Constitución. Posee una bella espadaña y una portada de orden toscano, fechada en 1605. De estilo barroco, data del año 1605, si bien ha sufrido varias reformas en 1945 y 1997. Sólo conserva del original los escudos, la portada y la esbelta espadaña.
- El Castillo, el mayor monumento de Lopera conservado en muy buen estado.
- El Pósito (La Tercia): En la Plaza del Triunfo se descubre la Casa de la Tercia, comunicada al castillo mediante un pasadizo subterráneo, y que data del siglo XV. Sirvió para el almacenaje de grano en la Edad Moderna y como bodega en la Edad Contemporánea. De traza rectangular, se compone de dos plantas, y en ella Don Miguel de Cervantes Saavedra pasó en 1592 como comisario para la recaudación de grano para la Armada Invencible.
- Ermita de San Isidro labrador: Ubicada en el Paraje del Pilar Nuevo, de estilo contemporáneo
- El Museo de Arte Naïf de la autodidacta Ángela Uceda.[5] Contiene unos 500 cuadros al óleo de estilo Naif.
- El Monumento a los brigadistas internacionales caídos en la batalla de Lopera: Entre los que perdieron la vida se encontraron personajes como el escritor Ralph Fox (1900-1936) y el poeta Rupert John Cornford (1915-1936), miembros de la generación "Writers of Thirties", muertos los días 27 y 28 de diciembre de 1936.
- Los Baluartes de la Guerra Civil: Lopera constituyó el escenario de una de las batallas más importantes en el llamado Frente sur durante la guerra civil española. La contienda convirtió a Lopera en una de las localidades más ricas en patrimonio de guerra de la zona. Trincheras, nidos de ametralladoras, búnkeres antiaéreos y numerosos desechos bélicos, amén de diferentes refugios urbanos. Debido a la destrucción ocasionada por la contienda, fue incluida en el listado de localidades a reconstruir por el Servicio Nacional de Regiones Devastadas y Reparaciones.[6]
- La llamada Casa del pueblo: Edificio público que adquirió protagonismo en los primeros años del s. XX y que ha sido una institución y un lugar de encuentro obrero. Se instaló en un antiguo convento tardo-barroco. Desarrolló una importante labor educativa y cultural. Fue inaugurada en agosto de 1919 y destruido durante la Guerra Civil.

## Centros educativos y su historia
- Centro de Educación Infantil y Primaria "Miguel de Cervantes".

Fue el alcalde Desposorio Toro, allá por el año 1922, el que propuso por vez primera la necesidad de que Lopera contase con un grupo escolar propio.
Tras el paso dado por el ayuntamiento, se adquiere en 1924 a Alfonso Sotomayor el solar donde ubicar el centro y los patios de recreo. En 1925 el maestro Martín Valcárcel propone la construcción inmediata del centro, dadas las necesidades que tiene el pueblo. Es el ministro de Instrucción Pública y Bellas Artes, Javier García de Leaniz, quien concede la construcción del centro, por lo que el ayuntamiento decide declarar al ministro hijo adoptivo de Lopera y ponerle su nombre a la calle Horno. En 1926 se hace entrega del solar y se comienzan los trabajos de preparación del terreno. La obra es adjudicada al contratista Ángel Palacios y es proyectada por el arquitecto José Corbellá Pené.
Durante la Guerra Civil En estos años (1936-39) se dan clases en el número 2 de la Plaza de José Antonio, en una casa propiedad de D. Bernardo Velasco. Los grupos escolares son utilizados para usos militares y quedan semiderruidos.
Tras la guerra, el colegio pasa a denominarse “Escuela Nacional Graduada” con una separación entre maestros (niños en planta baja y patio de la carretera) y maestras (niñas en planta alta y patio de detrás), contando además con una directora (Fca. Caruana Mateos) y un director (Luis Gámiz Pasadas).
A partir de julio de 1963 se engloban ambas escuelas en una, pasando a denominarse Agrupación Escolar Mixta “Tena Artigas”. Siguen separados ambos sexos. En el curso 1966/67 bajo la nueva dirección de Adolfo Ortega Mazuecos (director interino) el colegio toma el nuevo nombre de Agrupación Escolar Mixta “Miguel de Cervantes”. El curso siguiente cambia la denominación a Colegio Nacional Mixto.
El edificio pasa por dos etapas de deterioro diferenciadas: la primera tras la guerra civil, en la que se encuentra semiderruido y Regiones devastadas se encarga de su reconstrucción. Posteriormente, hacia 1956 se declara en ruinas y la Junta Local de Enseñanza Primaria con el apoyo de la inspección solicita la reparación del mismo, aunque hasta 1962 no dan comienzo las obras. Este curso las clases tienen lugar en locales. En junio de 1963 se terminan las obras del centro y se reanuda la actividad en ese lugar.
Durante el curso 64-65, se cambió la solería de todo el centro. Hasta 1976 no se echa la primera capa de cemento al patio de niños. En 1962 se pone en funcionamiento un ropero escolar, que consiste en ayudas para compra de ropa y uniformes. Este mismo año se conceden 54 lotes de 400 ptas. con los que se entrega a cada beneficiario unas botas, chaqueta, pantalón, camisa, calcetines y pañuelo, todo ello en corte. 
En 1965 comienza el transporte escolar recogiendo alumnos /as de las caserías más importantes de nuestro término.
El comedor escolar funciona desde 1963. Sus instalaciones son una sala amplia situada al fondo de la planta alta y una cocina ubicada en la actual sala de Informática. Las ganancias que generaba el comedor se acometen en 1964 dos actividades complementarias y una mejora en la infraestructura: Creación de un huerto escolar en terrenos del Grupo Escolar y acondicionamiento de los mismos para el riego. Está dirigido por Adolfo Ortega. Enrique Garrote Wenceslá dona los árboles frutales. Creación de una granja de cunicultura (conejos) en el patio de niños.
Se suceden varios conserjes en el puesto: Antonio Gutiérrez Alcalá (1942), Ildefonso Alcalá Cerrillo (1948), Urbano Rivilla García (1950), Antonio Herrero Sánchez (1963), Manuel Romero Merino. En los años 1971-72 se edita la revista “Nuestra Escuela” con colaboraciones de maestros y alumnos.
Hay un periodo en el que Lopera tiene dos directores: Francisca Caruana Mateos (1945), dirige la Escuela Graduada de Niñas. Luis Gámiz Pasadas (1945) es el director de la Escuela Graduada de Niños. Francisco Sánchez Martínez (1962) es el primero que dirige de forma conjunta la escuela de niños y la de niñas a partir de 1963. Juan García Priego (1964). Adolfo Ortega Mazuecos (1966). Francisco Valenzuela Haro (1972). Debido a que el índice de habitantes de las caserías va decreciendo paulatinamente, hacia 1979 se suprime el transporte escolar y, en consecuencia, el servicio de comedor.
En 1977 el centro pasó a ser mixto y a denominarse Colegio Nacional “Miguel de Cervantes”, nombre que perdurará hasta 1982. En aquella fecha el centro toma el nombre que conocemos en la actualidad, Colegio Público "Miguel de Cervantes". El curso 76-77 comienza a funcionar por vez primera la Asociación de Padres de Alumnos. Hay que destacar que la iniciativa de esta idea parte del Claustro de Profesores.
Francisco Haro Jiménez (1976). Cayetano Gutiérrez Gracia (1979). Felipe Hueso Vacas (1985). Antonio Pantoja Vallejo (1990). 
Juan Martos Calvache (1999). Guillermo Antonio Coello Sánchez-Aranzueque (2012). Durante el curso 91/ 92 se crea el escudo del centro. Durante el curso escolar 95/96 cambió la jornada tradicional 5 mañanas y 5 tardes por una jornada de 5 mañanas y 2 tardes. A partir de año 1990 se publicación la revista escolar “Paloma de Papel”.
El curso 96/97 comienza con un profesorado separado oficialmente en dos etapas: Infantil-Primaria y Secundaria Obligatoria.
- Centro Guadalinfo. El Centro Guadalinfo abrió sus puertas en Lopera en el mes de mayo de 2005, está situado en el edificio de la Casa de la Cultura, en la calle Juan Domingo Gálvez Pérez.[8]

## Administración

### Elecciones municipales
| Elecciones municipales desde 1979                      |      |      |      |      |      |      |      |      |      |      |      |      |
|                                                        | 1979 | 1983 | 1987 | 1991 | 1995 | 1999 | 2003 | 2007 | 2011 | 2015 | 2019 | 2023 |
| PSOE                                                   | 4    | 5    | 7    | 7    | 5    | 4    | 4    | 6    | 4    | 5    | 6    | 4    |
| AP/PP                                                  | -    | 1    | 1    | 1    | 2    | 2    | 1    | 1    | 3    | 2    | 2    | 3    |
| PCE/IU                                                 | 4    | 5    | 3    | 3    | 2    | 5    | 6    | 4    | 4    | 4    | 3    | 3    |
| VOX                                                    | -    | -    | -    | -    | -    | -    | -    | -    | -    | -    | -    | 1    |
| UCD                                                    | 3    | -    | -    | -    | -    | -    | -    | -    | -    | -    | -    | -    |
| PSA                                                    | -    | -    | -    | -    | -    | -    | -    | 0    | -    | -    | -    | -    |
| PAP                                                    | -    | -    | -    | -    | 2    | -    | -    | -    | -    | -    | -    | -    |
| PTA                                                    | 0    | -    | -    | -    | -    | -    | -    | -    | -    | -    | -    | -    |
| En negrilla el partido más votado                      |      |      |      |      |      |      |      |      |      |      |      |      |
| Fuente: Datos de las elecciones municipales desde 1979 |      |      |      |      |      |      |      |      |      |      |      |      |

| Elecciones municipales del 28 de mayo de 2023 |       |         |            |
| Partido                                       | Votos | %       | Concejales |
| Partido Socialista Obrero Español             | 720   | 31,50 % | 4          |
| Partido Popular                               | 661   | 28,92 % | 3          |
| Izquierda Unida                               | 554   | 24,23 % | 3          |
| VOX                                           | 351   | 15,35 % | 1          |

### Alcaldía
| Periodo   | Nombre                                                | Partido |
| --------- | ----------------------------------------------------- | ------- |
| 1979-1983 | Francisco Cuevas Hernández 1979: José Rosales Rubio   | PCE     |
| 1983-1987 | Felipe Hueso Vacas                                    | PSOE    |
| 1987-1991 | Felipe Hueso Vacas                                    | PSOE    |
| 1991-1995 | Felipe Hueso Vacas 1992: José Antonio Cardeñas Pastor | PSOE    |
| 1995-1999 | Felipe Hueso Vacas                                    | PSOE    |
| 1999-2003 | Pedro Valenzuela Ruiz                                 | IU      |
| 2003-2007 | Pedro Valenzuela Ruiz                                 | IU      |
| 2007-2011 | Isabel Uceda Cantero                                  | PSOE    |
| 2011-2015 | Isabel Uceda Cantero                                  | PSOE    |
| 2015-2019 | Isabel Uceda Cantero                                  | PSOE    |
| 2019-2023 | Isabel Uceda Cantero                                  | PSOE    |
| 2023-act. | Carmen Torres Bellido                                 | PSOE    |

## Economía
Su economía está basada en la agricultura, siendo el cultivo del olivar predominante, además del algodón, el girasol, la remolacha azucarera, el maíz… que se localizan en las vegas del arroyo Salado. Aunque menos importantes, también existen viñedo de uva blanca y cereal. Hay una larga tradición vinícola, pero hoy quedan pocas hectáreas plantadas de vid.
La industria del mueble de madera, el sector de servicios y la construcción, complementan la actividad de Lopera.